# Богдановица
Богдановица је насеље у Србији у општини Уб у Колубарском округу. Према попису из 2022. било је 289 становника.

## Демографија
У насељу Богдановица живи 244 пунолетна становника, а просечна старост становништва износи 34,7 година (35,5 код мушкараца и 34,0 код жена). У насељу има 104 домаћинства, а просечан број чланова по домаћинству је 3,35.
Ово насеље је углавном насељено Србима (према попису из 2002. године).
|  |

| Демографија | Демографија | Демографија |
| Година      | Становника  | Становника  |
| ----------- | ----------- | ----------- |
| 1948.       | 536         |             |
| 1953.       | 440         |             |
| 1961.       | 427         |             |
| 1971.       | 574         |             |
| 1981.       | 665         |             |
| 1991.       | 738         | 606         |
| 2002.       | 348         | 587         |

| Етнички састав према попису из 2002.‍ | Етнички састав према попису из 2002.‍ | Етнички састав према попису из 2002.‍ | Етнички састав према попису из 2002.‍ | Етнички састав према попису из 2002.‍ |
| ------------------------------------ | ------------------------------------ | ------------------------------------ | ------------------------------------ | ------------------------------------ |
|                                      |                                      |                                      |                                      |                                      |
| Срби                                 | Срби                                 |                                      | 310                                  | 89,08%                               |
| Роми                                 | Роми                                 |                                      | 38                                   | 10,91%                               |
| непознато                            | непознато                            |                                      | 0                                    | 0,0%                                 |

| Година пописа     | 1948. | 1953. | 1961. | 1971. | 1981. | 1991. | 2002. |
| ----------------- | ----- | ----- | ----- | ----- | ----- | ----- | ----- |
| Број домаћинстава | 95    | 82    | 88    | 144   | 135   | 159   | 104   |

| Број чланова      | 1  | 2  | 3  | 4  | 5  | 6 | 7 | 8 | 9 | 10 и више | Просек |
| ----------------- | -- | -- | -- | -- | -- | - | - | - | - | --------- | ------ |
| Број домаћинстава | 17 | 28 | 15 | 15 | 14 | 8 | 4 | 3 | 0 | 0         | 3,35   |

| Пол    | Укупно | Неожењен/Неудата | Ожењен/Удата | Удовац/Удовица | Разведен/Разведена | Непознато |
| ------ | ------ | ---------------- | ------------ | -------------- | ------------------ | --------- |
| Мушки  | 120    | 21               | 81           | 9              | 7                  | 2         |
| Женски | 142    | 30               | 87           | 18             | 6                  | 1         |
| УКУПНО | 262    | 51               | 168          | 27             | 13                 | 3         |

| Пол    | Укупно                    | Пољопривреда, лов и шумарство | Рибарство                            | Вађење руде и камена | Прерађивачка индустрија       |
| ------ | ------------------------- | ----------------------------- | ------------------------------------ | -------------------- | ----------------------------- |
| Мушки  | 53                        | 8                             | 0                                    | 2                    | 21                            |
| Женски | 28                        | 8                             | 0                                    | 0                    | 6                             |
| УКУПНО | 81                        | 16                            | 0                                    | 2                    | 27                            |
| Пол    | Производња и снабдевање   | Грађевинарство                | Трговина                             | Хотели и ресторани   | Саобраћај, складиштење и везе |
| Мушки  | 0                         | 2                             | 9                                    | 2                    | 0                             |
| Женски | 0                         | 1                             | 5                                    | 3                    | 0                             |
| УКУПНО | 0                         | 3                             | 14                                   | 5                    | 0                             |
| Пол    | Финансијско посредовање   | Некретнине                    | Државна управа и одбрана             | Образовање           | Здравствени и социјални рад   |
| Мушки  | 0                         | 0                             | 0                                    | 0                    | 0                             |
| Женски | 0                         | 0                             | 2                                    | 1                    | 0                             |
| УКУПНО | 0                         | 0                             | 2                                    | 1                    | 0                             |
| Пол    | Остале услужне активности | Приватна домаћинства          | Екстериторијалне организације и тела | Непознато            | Непознато                     |
| Мушки  | 2                         | 0                             | 0                                    | 7                    | 7                             |
| Женски | 0                         | 0                             | 0                                    | 2                    | 2                             |
| УКУПНО | 2                         | 0                             | 0                                    | 9                    | 9                             |